# Nekrolog 1237
Nekrolog
◄◄
| ◄
| 1233
| 1234
| 1235
| 1236
| 1237 | 1238 | 1239 | 1240 | 1241 | ► | ►►
Weitere Ereignisse | Allgemeiner Nekrolog 1237
Die Beschreibung der verstorbenen Person sollte so kurz wie möglich gehalten sein und nur deren signifikante Tätigkeit(en) enthalten.
Neue Namen ggf. auch unter dem Geburts- und Sterbedatum, also etwa unter 1. Januar und im Geburts- und Sterbejahr (2024) eintragen (nur bei entsprechender großer Wichtigkeit). Für Beispiele siehe die schon vorhandenen Artikel.
Außerdem über die fünf zuletzt Verstorbenen, zu denen es einen ausreichend guten Artikel für eine Präsentation auf der Hauptseite gibt, nach der todesbedingten Überarbeitung der Artikel ggf. auch unter Wikipedia Diskussion:Hauptseite informieren und sie am besten auch in den anderen Wikipedia-Sprachversionen eintragen. Tipp: Regelmäßig bei news.google.de nach „ist tot“, „gestorben“ oder „verstorben“ suchen.
Wenn eine Person gestorben ist, gibt es viele Seiten zu dieser Person in der Wikipedia, die davon auch betroffen sind und entsprechend aktualisiert werden müssen. Beispiele: Namenübersichtsseite, Geburtsjahr, Geburtsort-Seiten und viele mehr.
Wie finde ich die betroffenen Seiten?
Im Suchfeld auf der linken Seite gibt man den Suchbegriff so ein: „Vorname Nachname“. Dann klickt man auf Volltext und alle Seiten mit entsprechendem Suchtext werden aufgerufen. Hier sieht man dann schnell, wo auch das Todesjahr Sinn macht oder sogar ein Teil des Artikels angepasst werden muss. Auch hilft das „Werkzeug“ auf der linken Seite sehr gut, um solche Seiten aufzufinden: „Links auf diese Seite“. Somit ist die Wikipedia wieder aktuell in allen Bereichen! Hinweis: bei Eintragung der Kategorie „Gestorben JAHR“ wird der Missbrauchsfilter 49 ausgelöst, was jedoch nicht schlimm ist. Siehe: Spezial:Missbrauchsfilter/49
Dies ist eine Liste von im Jahr 1237 verstorbenen bekannten Persönlichkeiten. Die Einträge erfolgen innerhalb der einzelnen Daten alphabetisch sortiert. Tiere sind im Nekrolog für Tiere zu finden.

## Januar
| Tag        | Name               | Beruf, bekannt als          | Alter | Beleg |
| ---------- | ------------------ | --------------------------- | ----- | ----- |
| 24. Januar | Barthélemy de Roye | Großkämmerer von Frankreich |       |       |

## Februar
| Tag         | Name               | Beruf, bekannt als         | Alter | Beleg |
| ----------- | ------------------ | -------------------------- | ----- | ----- |
| 13. Februar | Jordan von Sachsen | niedersächsischer Heiliger |       |       |

## März
| Tag      | Name               | Beruf, bekannt als                                                              | Alter | Beleg |
| -------- | ------------------ | ------------------------------------------------------------------------------- | ----- | ----- |
| 23. März | Johann von Brienne | französischer Kreuzritter, König von Jerusalem und Mitkaiser von Konstantinopel |       |       |

## April
| Tag       | Name                | Beruf, bekannt als          | Alter | Beleg |
| --------- | ------------------- | --------------------------- | ----- | ----- |
| 10. April | Landri de Mont      | Bischof von Sitten          |       |       |
| 12. April | Berengaria von León | Kaiserin von Konstantinopel |       |       |
| 15. April | Richard Poore       | englischer Prälat           |       |       |

## Mai
| Tag     | Name               | Beruf, bekannt als             | Alter | Beleg |
| ------- | ------------------ | ------------------------------ | ----- | ----- |
| 5. Mai  | Fujiwara no Ietaka | japanischer Dichter            |       |       |
| 21. Mai | Olaf II.           | norwegisch-schottischer Magnat |       |       |

## Juni
| Tag      | Name                                 | Beruf, bekannt als         | Alter | Beleg |
| -------- | ------------------------------------ | -------------------------- | ----- | ----- |
| 5. Juni  | Eckbert von Andechs-Meranien         | Bischof von Bamberg        |       |       |
| 17. Juni | Ulrich von Kyburg                    | Bischof von Chur           |       |       |
| 29. Juni | Heinrich III. von Ravensburg         | Fürstbischof von Eichstätt |       |       |
| Juni     | John of Scotland, Earl of Huntingdon | anglo-schottischer Magnat  |       |       |

## Juli
| Tag      | Name                | Beruf, bekannt als                            | Alter | Beleg |
| -------- | ------------------- | --------------------------------------------- | ----- | ----- |
| 20. Juli | Margareta von Ypern | flämische Mystikerin und Dominikanerterziarin | 21    |       |

## August
| Tag        | Name               | Beruf, bekannt als                                   | Alter | Beleg |
| ---------- | ------------------ | ---------------------------------------------------- | ----- | ----- |
| 14. August | Magnús Gissurarson | isländischer Geistlicher, Bischof von Skálholt       |       |       |
| 27. August | Al-Aschraf Musa    | Ayyubide, Sultan von Syrien                          |       |       |
| 31. August | Huijong            | 21. König des Goryeo-Reiches und der Goryeo-Dynastie | 56    |       |

## September
| Tag           | Name         | Beruf, bekannt als                                  | Alter | Beleg |
| ------------- | ------------ | --------------------------------------------------- | ----- | ----- |
| 28. September | Jean Halgrin | französischer Schriftsteller, Diplomat und Kardinal |       |       |

## November
| Tag         | Name                | Beruf, bekannt als             | Alter | Beleg |
| ----------- | ------------------- | ------------------------------ | ----- | ----- |
| 3. November | Wilhelm von Auxerre | französischer Frühscholastiker |       |       |

## Datum unbekannt
| Tag | Name                        | Beruf, bekannt als                                     | Alter | Beleg |
| --- | --------------------------- | ------------------------------------------------------ | ----- | ----- |
|     | Bernat Guillem I. d’Entença | katalanischer Feldherr                                 |       |       |
|     | Emo von Wittewierum         | Prämonstratenser-Chorherr                              |       |       |
|     | Friedrich II.               | Graf von Leiningen, geborener Graf von Saarbrücken     |       |       |
|     | Gerhard I. von Sinzig       | Reichsvogt                                             |       |       |
|     | Guido Pallavicini           | Ritter des vierten Kreuzzuges, Markgraf von Boudonitza |       |       |
|     | Johanna von Wales           | Fürstin von Gwynedd in Nordwales                       |       |       |
|     | Kai Kobad I.                | Sultan der Rum-Seldschuken                             |       |       |
|     | Kamal ed-Din Esmail         | persischer Dichter                                     |       |       |